# شهيد 149 غزة
شاهد 149 ( (بالفارسية: شاهد ۱۴۹) ) أو مُسيّرة غزة ( (بالفارسية: پهپاد غزه) )،  هي طائرة بدون طيار طورها الحرس الثوري الإيراني. تم الكشف عنها في 21 مايو 2021 و سميت على اسم قطاع غزة تكريمًا لنضال الفلسطينيين ضد الإحتلال الإسرائيل وسط أزمة 2021 الإسرائيلية الفلسطينية التي نَتج عنها وقف إطلاق النار الذي تم الإعلان عنه في نفس اليوم. و من المقرر أن يتم تسليمها إلى القوة الجوية للحرس الثوري الإيراني في عام 2022.
مُسيرة غزة مُماثلة في الحجم والشكل و الدور للطائرة الأمريكية MQ-9 Reaper. و لكنها طائرة أكبر وأثقل و أكثر قدرة من طائرة شاهد 129 السابقة التي كانت تعتمد على MQ-1 Predator. لديها مَدي 35 ساعة و 7000 كيلومتر. طول جناحها 21 مترًا، وسرعتها المتوسطة 350 كيلومترًا في الساعة. قادرة على حمل 13 قنبلة و 500 كيلوجرام من المعدات الإلكترونية.

## الخصائص
البيانات من 
الخصائص العامة
- طاقم: none
- سعة: 13 bombs and 500 kg of electronic equipment
- طول: 10.5 م (34 قدم 5 بوصة)
- باع الجناح: 21 م (68 قدم 11 بوصة)
- ارتفاع: 3.2 م (10 قدم 6 بوصة)
- محركات: 1 × turboprop, 650 to 750 hp (estimation)
- مراوح: 4-ريشة

أداء
- سرعة العبور: 350 كم/س (217 ميل/س؛ 189 عقدة)
- مدى: 2,000 كـم (1,243 ميل؛ 1,080 nmi)
- قدرة التحمل: 35h
- سقف الخدمة: 10,668 م (35,000 قدم)

تسليح

- القنابل: 13 bombs, internal atrium and rotating arm release device

إلكترونيات الطيران

- Electro-optical/infrared sensors, including:
  - Day-vision camera with a zoom power of at least 100 to 120 times
  - Thermal imager camera
  - Laser rangefinder
- Environmental monitoring within a radius of 500 km
- Stealth aircraft detection up to a radius of 500 km
- Satellite communication antenna
- Crew: none
- Capacity: 13 bombs and 500 kg of electronic equipment
- Length: 10.5 m (34 ft 5 in)
- Wingspan: 21 m (68 ft 11 in)
- Height: 3.2 m (10 ft 6 in)
- Powerplant: 1 × turboprop, 650 to 750 hp (estimation)
- Propellers: 4-bladed

Performance
- Cruise speed: 350 km/h (220 mph, 190 kn)
- Range: 2,000 km (1,200 mi, 1,100 nmi)
- Endurance: 35h
- Service ceiling: 11,000 m (35,000 ft)

Armament
- Bombs: 13 bombs, internal atrium and rotating arm release device

Avionics
- Electro-optical/infrared sensors, including:
  - Day-vision camera with a zoom power of at least 100 to 120 times
  - Thermal imager camera
  - Laser rangefinder
- Environmental monitoring within a radius of 500 km
- Stealth aircraft detection up to a radius of 500 km
- Satellite communication antenna